# Davisia hexagrammi
Davisia hexagrammi is een microscopische parasiet uit de familie Sinuolineidae. Davisia hexagrammi werd in 2002 beschreven door Zhao, Ma & Song. 